# 披耶玛诺巴功·尼蒂他达
披耶玛诺巴功·尼蒂他达（RTGS：Phraya Manopakon Nitithada；1884年7月15日—1948年10月1日），原名空·符达信（RTGS：Kon Hutasing），泰國君主立憲後首任总理，當他在1932年發動軍事政變奪權后，被保皇派人民党人选为内阁总理。1933年，玛奴巴功由于与人民党成员之间发生冲突而被政变驱逐，開啟泰國多年的政變模式。

## 生平
空·符达信1884年7月15日出生在曼谷，父亲是华姓华人（Huad），母亲是娇·符达信（RTGS：Naihuat Kapnangkaeo Hutasing），两人都是华裔。他的小学教育在曼谷玫瑰园中学（Suankularb Wittayalai School）就读，在泰国圣母升天学院（Assumption College）和司法部法学院学习法律，然后留学英国伦敦中殿律师学院（英国伦敦四法学会之一）。完成教育后，他开始在司法部工作，并逐渐爬上传统贵族阶级，最终被授予披耶（Phraya）头衔和赐封的名誉名字玛诺巴功·尼蒂他达。1918年，他获得了拉玛六世的枢密院席位。
1932年革命之后，拉玛七世国王在1932年6月27日被迫签署了临时宪法，玛奴巴功被选为过渡时期的内阁总理。他作为保皇派，对人民党的立宪派进行打击，他下令禁止政府官员参加者人民党组织，凡已参军者须退出。他称比里·帕侬荣制定的统制经济计划是「共产党人的计划」，1933年4月2日人民党被解散，比里·帕侬荣流亡法国，保皇派取得复辟胜利。
1933年6月20日，以披耶帕凤上校为首的少壮派军官发动政变，推翻了玛奴巴功政府，玛奴巴功坐火车流亡到英属马来亚的槟城，在那里渡过余生。